# Santa Helena (Coronel Fabriciano)
El Santa Helena es un barrio del municipio brasileño de Coronel Fabriciano, en el interior del estado de Minas Gerais. Está situado en el distrito-sede, Sector 1. Según el Instituto Brasileiro de Geografia e Estatística (IBGE), su población en 2010 fue de 1.359 habitantes, abarcando un área de 0,2 km².
Su área fue ocupada originalmente por el Aserradero Santa Helena, que se inauguró en 1948 y fue una de las principales empresas industriales de la ciudad. Después del cierre de la empresa, sus tierras fueron asignadas en los años 1970, convirtiéndose en una zona residencial de gran valor para ser vecina del centro de la ciudad. Destacan, entre otros puntos de interés, la Catedral de San Sebastián.

## Imagens

Catedral de San Sebastián
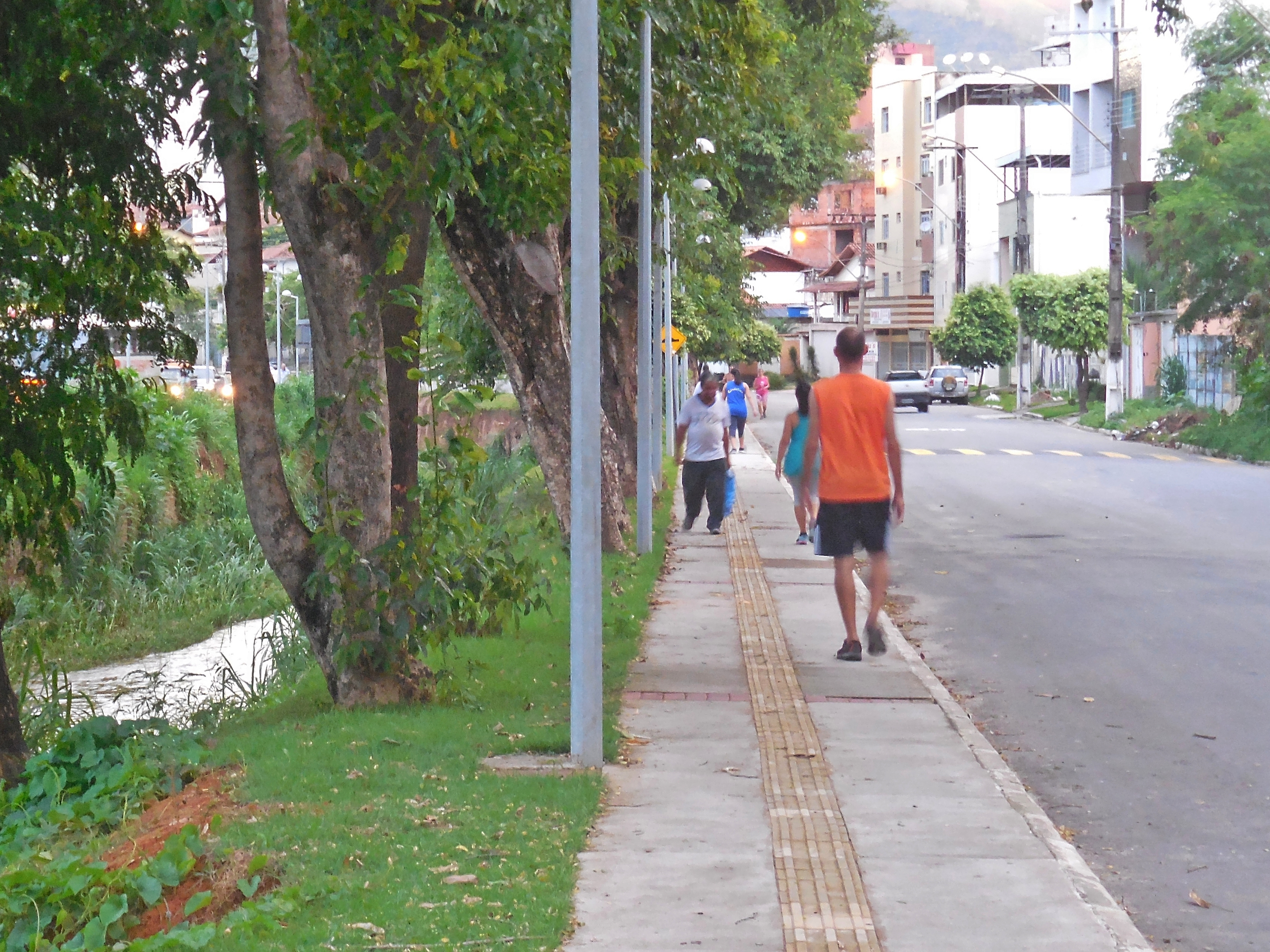
Calle Julita Pires Bretas
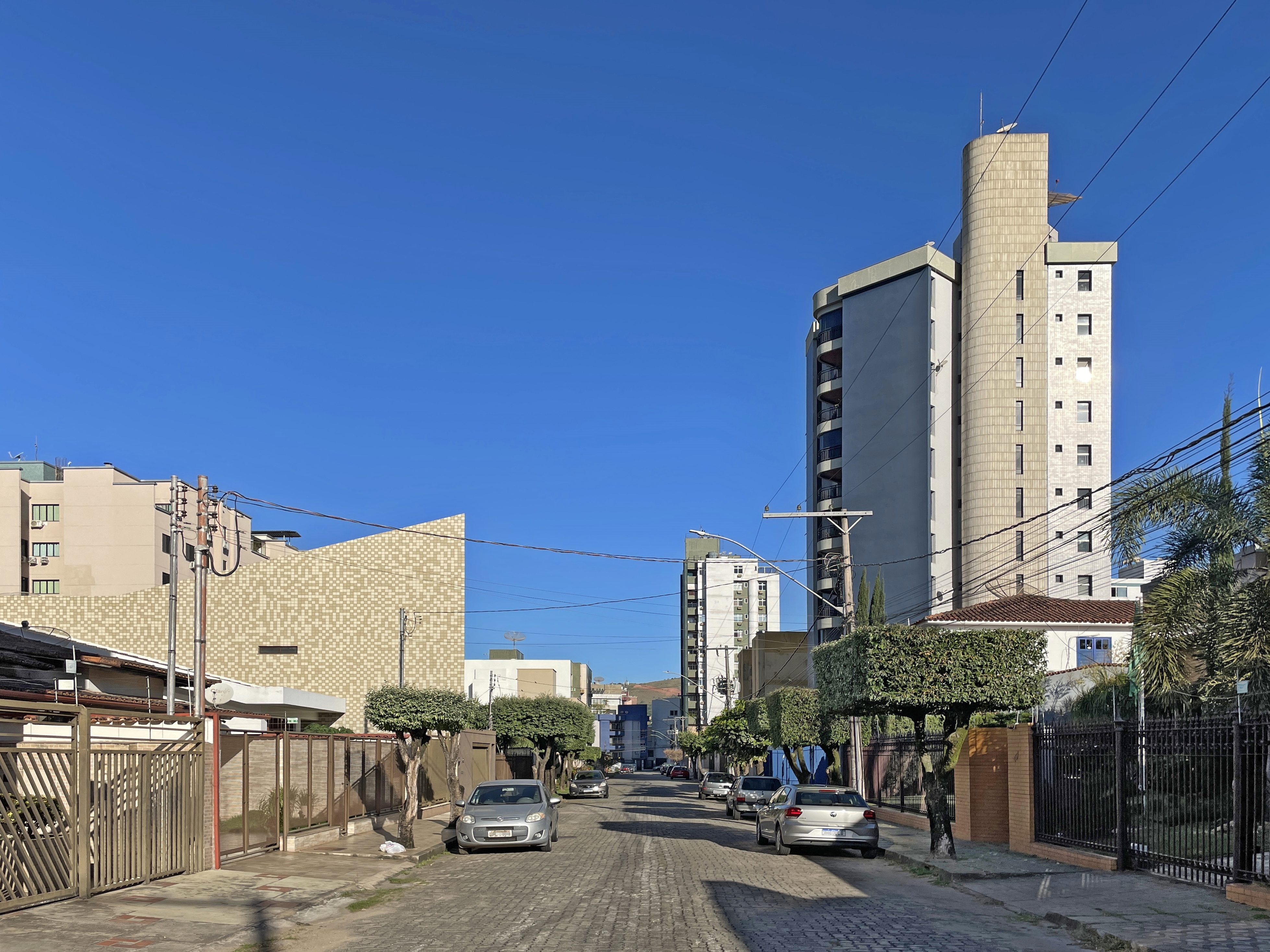
Calle Vereador Ramiro Camargo